# Freio da dívida (Alemanha)
O freio da dívida ( Schuldenbremse )  é uma emenda orçamentária equilibrada usada pelo governo federal alemão. Foi promulgada devido a uma relação dívida/PIB acima do limite de 60% fixado no Tratado de Maastricht, causado principalmente pelos pesados pagamentos para reconstruir a antiga Alemanha Oriental comunista após a reunificação. Em 2009 foi aprovado com uma maioria de dois terços tanto pelo Bundestag como pelo Bundesrat. Esta decisão levará a orçamentos públicos sem déficits estruturais ( Länder ) ou um déficit muito limitado (0,35% do PIB para o estado federal). Para a introdução do Schuldenbremse ou freio da dívida foi necessária uma mudança constitucional: O freio da dívida está agora fixado no artigo 109 parágrafo 3 da Lei Básica, a lei constitucional da Alemanha. Enquanto isso, vários Länder também adotaram o freio da dívida em suas constituições estaduais. Com o freio da dívida, o déficit federal estrutural, e não o déficit cíclico, não deve ultrapassar 0,35% do PIB a partir de 2016. Para os Länder, os défices estruturais serão completamente proibidos a partir de 2020. As únicas exceções são desastres naturais ou fortes recessões.
A Alemanha alcançou superávits orçamentários para todo o país a partir de 2012 e conseguiu reduzir sua relação dívida/PIB de 82,5% para 74,8%. Em 2014, a Alemanha alcançou um superávit orçamentário de 18,0 bilhões de euros ou 0,6% do PIB.  Isso significa que a dívida da Alemanha não está mais crescendo, mas na verdade diminuindo.